# Bundestagswahl 1983/Wahlergebnisse nach Bundesländern
Bundestagswahl 1983 – Wahlergebnisse nach Bundesländern.

## Wahlergebnisse

### Baden-Württemberg
| Gegenstand der Nachweisung | Erst- stimmen | Erst- stimmen | Zweit- stimmen | Zweit- stimmen | Sitze | Direkt- mandate |
| Gegenstand der Nachweisung | Anzahl        | %             | Anzahl         | %              | Sitze | Direkt- mandate |
| -------------------------- | ------------- | ------------- | -------------- | -------------- | ----- | --------------- |
| Wahlberechtigte            | 6.544.795     | 100,0         | 6.544.795      | 100,0          |       |                 |
| Wähler                     | 5.785.570     | 88,4          | 5.785.570      | 88,4           |       |                 |
| Ungültig                   | 77.150        | 1,3           | 62.985         | 1,1            |       |                 |
| Gültig                     | 5.708.420     | 100,0         | 5.722.585      | 100,0          | 74    | 37              |
| davon:                     |               |               |                |                |       |                 |
| CDU                        | 3.263.045     | 57,2          | 3.010.521      | 52,6           | 39    | 36              |
| SPD                        | 1.929.527     | 33,8          | 1.777.511      | 31,1           | 23    | 1               |
| F.D.P.                     | 200.803       | 3,5           | 514.382        | 9,0            | 7     | –               |
| GRÜNE                      | 262.217       | 4,6           | 389.863        | 6,8            | 5     | –               |
| NPD                        | 9.774         | 0,2           | 18.305         | 0,3            | –     | –               |
| DKP                        | 13.196        | 0,2           | 8.185          | 0,1            | –     | –               |
| EAP                        | 635           | 0,0           | 2.918          | 0,1            | –     | –               |
| BWK                        | 364           | 0,0           | 900            | 0,0            | –     | –               |
| Einzelbewerber*            | 28.859        | 0,5           | –              | –              | –     | –               |

- Der Bürgerrechtler und „Remstal-Rebell“ Helmut Palmer holte im WK Göppingen 19,8 % der Erststimmen; der '''Bundesrekord für Parteilose!'''

### Bayern
| Gegenstand der Nachweisung | Erst- stimmen | Erst- stimmen | Zweit- stimmen | Zweit- stimmen | Sitze | Direkt- mandate |
| Gegenstand der Nachweisung | Anzahl        | %             | Anzahl         | %              | Sitze | Direkt- mandate |
| -------------------------- | ------------- | ------------- | -------------- | -------------- | ----- | --------------- |
| Wahlberechtigte            | 8.012.989     | 100,0         | 8.012.989      | 100,0          |       |                 |
| Wähler                     | 7.020.065     | 87,6          | 7.020.065      | 87,6           |       |                 |
| Ungültig                   | 78.491        | 1,1           | 55.174         | 0,8            |       |                 |
| Gültig                     | 6.941.574     | 100,0         | 6.964.891      | 100,0          | 89    | 45              |
| davon:                     |               |               |                |                |       |                 |
| CSU                        | 4.318.800     | 62,2          | 4.140.865      | 59,5           | 53    | 44              |
| SPD                        | 2.096.722     | 30,2          | 2.014.399      | 28,9           | 26    | 1               |
| F.D.P.                     | 212.568       | 3,1           | 433.652        | 6,2            | 6     | –               |
| GRÜNE                      | 274.522       | 4,0           | 323.901        | 4,7            | 4     | –               |
| NPD                        | 19.569        | 0,3           | 20.109         | 0,3            | –     | –               |
| ÖDP                        | 3.341         | 0,0           | 11.028         | 0,2            | –     | –               |
| C.B.V.                     | 2.068         | 0,0           | 10.994         | 0,2            | –     | –               |
| DKP                        | 11.893        | 0,2           | 7.332          | 0,1            | –     | –               |
| EAP                        | 1.043         | 0,0           | 1.923          | 0,0            | –     | –               |
| BWK                        | 171           | 0,0           | 688            | 0,0            | –     | –               |
| Einzelbewerber             | 877           | 0,0           | –              | –              | –     | –               |

### Bremen
| Gegenstand der Nachweisung | Erst- stimmen | Erst- stimmen | Zweit- stimmen | Zweit- stimmen | Sitze | Direkt- mandate | Über- hang- mandat |
| Gegenstand der Nachweisung | Anzahl        | %             | Anzahl         | %              | Sitze | Direkt- mandate | Über- hang- mandat |
| -------------------------- | ------------- | ------------- | -------------- | -------------- | ----- | --------------- | ------------------ |
| Wahlberechtigte            | 523.260       | 100,0         | 523.260        | 100,0          |       |                 |                    |
| Wähler                     | 462.122       | 88,3          | 462.122        | 88,3           |       |                 |                    |
| Ungültig                   | 5.074         | 1,1           | 4.438          | 1,0            |       |                 |                    |
| Gültig                     | 457.048       | 100,0         | 457.684        | 100,0          | 5     | 3               | 1                  |
| davon:                     |               |               |                |                |       |                 |                    |
| SPD                        | 239.062       | 52,3          | 222.935        | 48,7           | 3     | 3               | 1                  |
| CDU                        | 169.281       | 37,0          | 156.603        | 34,2           | 2     | –               | –                  |
| GRÜNE                      | 32.422        | 7,1           | 44.576         | 9,7            | –     | –               | –                  |
| F.D.P.                     | 12.741        | 2,8           | 29.876         | 6,5            | –     | –               | –                  |
| DKP                        | 2.616         | 0,6           | 1.982          | 0,4            | –     | –               | –                  |
| NPD                        | 523           | 0,1           | 1.190          | 0,3            | –     | –               | –                  |
| EAP                        | 403           | 0,1           | 324            | 0,1            | –     | –               | –                  |
| KPD                        | –             | –             | 198            | 0,0            | –     | –               | –                  |

### Hamburg
| Gegenstand der Nachweisung | Erst- stimmen | Erst- stimmen | Zweit- stimmen | Zweit- stimmen | Sitze | Direkt- mandate | Über- hang- mandat |
| Gegenstand der Nachweisung | Anzahl        | %             | Anzahl         | %              | Sitze | Direkt- mandate | Über- hang- mandat |
| -------------------------- | ------------- | ------------- | -------------- | -------------- | ----- | --------------- | ------------------ |
| Wahlberechtigte            | 1.246.089     | 100,0         | 1.246.089      | 100,0          |       |                 |                    |
| Wähler                     | 1.105.844     | 88,7          | 1.105.844      | 88,7           |       |                 |                    |
| Ungültig                   | 6.330         | 0,6           | 4.977          | 0,5            |       |                 |                    |
| Gültig                     | 1.099.514     | 100,0         | 1.100.867      | 100,0          | 13    | 7               | 1                  |
| davon:                     |               |               |                |                |       |                 |                    |
| SPD                        | 558.826       | 50,8          | 521.509        | 47,4           | 7     | 7               | 1                  |
| CDU                        | 445.362       | 40,5          | 414.055        | 37,6           | 5     | –               | –                  |
| GRÜNE                      | 65.947        | 6,0           | 90.174         | 8,2            | 1     | –               | –                  |
| F.D.P.                     | 23.983        | 2,2           | 68.926         | 6,3            | –     | –               | –                  |
| DKP                        | 4.981         | 0,5           | 3.821          | 0,3            | –     | –               | –                  |
| NPD                        | 298           | 0,0           | 1.754          | 0,2            | –     | –               | –                  |
| EAP                        | 117           | 0,0           | 323            | 0,0            | –     | –               | –                  |
| KPD                        | –             | –             | 305            | 0,0            | –     | –               | –                  |

### Hessen
| Gegenstand der Nachweisung | Erst- stimmen | Erst- stimmen | Zweit- stimmen | Zweit- stimmen | Sitze | Direkt- mandate |
| Gegenstand der Nachweisung | Anzahl        | %             | Anzahl         | %              | Sitze | Direkt- mandate |
| -------------------------- | ------------- | ------------- | -------------- | -------------- | ----- | --------------- |
| Wahlberechtigte            | 4.071.991     | 100,0         | 4.071.991      | 100,0          |       |                 |
| Wähler                     | 3.673.072     | 90,2          | 3.673.072      | 90,2           |       |                 |
| Ungültig                   | 40.665        | 1,1           | 31.563         | 0,9            |       |                 |
| Gültig                     | 3.632.407     | 100,0         | 3.641.509      | 100,0          | 48    | 22              |
| davon:                     |               |               |                |                |       |                 |
| CDU                        | 1.752.746     | 48,3          | 1.614.641      | 44,3           | 21    | 17              |
| SPD                        | 1.603.317     | 44,1          | 1.513.449      | 41,6           | 20    | 5               |
| F.D.P.                     | 98.054        | 2,7           | 275.787        | 7,6            | 4     | –               |
| GRÜNE                      | 160.943       | 4,4           | 218.898        | 6,0            | 3     | –               |
| NPD                        | 5.408         | 0,1           | 9.001          | 0,2            | –     | –               |
| DKP                        | 9.971         | 0,3           | 7.609          | 0,2            | –     | –               |
| EAP                        | 1.968         | 0,1           | 2.124          | 0,1            | –     | –               |

### Niedersachsen
| Gegenstand der Nachweisung | Erst- stimmen | Erst- stimmen | Zweit- stimmen | Zweit- stimmen | Sitze | Direkt- mandate |
| Gegenstand der Nachweisung | Anzahl        | %             | Anzahl         | %              | Sitze | Direkt- mandate |
| -------------------------- | ------------- | ------------- | -------------- | -------------- | ----- | --------------- |
| Wahlberechtigte            | 5.480.450     | 100,0         | 5.480.450      | 100,0          |       |                 |
| Wähler                     | 4.909.061     | 89,6          | 4.909.061      | 89,6           |       |                 |
| Ungültig                   | 42.883        | 0,9           | 34.225         | 0,7            |       |                 |
| Gültig                     | 4.866.178     | 100,0         | 4.874.836      | 100,0          | 63    | 31              |
| davon:                     |               |               |                |                |       |                 |
| CDU                        | 2.384.706     | 49,0          | 2.223.988      | 45,6           | 29    | 21              |
| SPD                        | 2.111.536     | 43,4          | 2.015.731      | 41,3           | 26    | 10              |
| F.D.P.                     | 130.937       | 2,7           | 338.416        | 6,9            | 4     | –               |
| GRÜNE                      | 220.143       | 4,5           | 278.597        | 5,7            | 4     | –               |
| NPD                        | 7.919         | 0,2           | 9.864          | 0,2            | –     | –               |
| DKP                        | 9.948         | 0,2           | 6.361          | 0,1            | –     | –               |
| EAP                        | 510           | 0,0           | 1.338          | 0,0            | –     | –               |
| BWK                        | 151           | 0,0           | 541            | 0,0            | –     | –               |
| Einzelbewerber             | 328           | 0,0           | –              | –              | –     | –               |

### Nordrhein-Westfalen
| Gegenstand der Nachweisung | Erst- stimmen | Erst- stimmen | Zweit- stimmen | Zweit- stimmen | Sitze | Direkt- mandate |
| Gegenstand der Nachweisung | Anzahl        | %             | Anzahl         | %              | Sitze | Direkt- mandate |
| -------------------------- | ------------- | ------------- | -------------- | -------------- | ----- | --------------- |
| Wahlberechtigte            | 12.576.604    | 100,0         | 12.576.604     | 100,0          |       |                 |
| Wähler                     | 11.254.374    | 89,5          | 11.254.374     | 89,5           |       |                 |
| Ungültig                   | 98.904        | 0,9           | 78.037         | 0,7            |       |                 |
| Gültig                     | 11.155.470    | 100,0         | 11.176.337     | 100,0          | 146   | 71              |
| davon:                     |               |               |                |                |       |                 |
| CDU                        | 5.386.165     | 48,3          | 5.046.812      | 45,2           | 65    | 39              |
| SPD                        | 5.017.483     | 45,0          | 4.782.220      | 42,8           | 63    | 32              |
| F.D.P.                     | 273.042       | 2,4           | 716.412        | 6,4            | 10    | –               |
| GRÜNE                      | 435.916       | 3,9           | 581.350        | 5,2            | 8     | –               |
| DKP                        | 32.159        | 0,3           | 21.065         | 0,2            | –     | –               |
| NPD                        | 6.666         | 0,1           | 19.434         | 0,2            | –     | –               |
| USD                        | 450           | 0,0           | 3.333          | 0,0            | –     | –               |
| EAP                        | 1.935         | 0,0           | 3.270          | 0,0            | –     | –               |
| KPD                        | –             | –             | 2.441          | 0,0            | –     | –               |
| Einzelbewerber             | 1.654         | 0,0           | –              | –              | –     | –               |

### Rheinland-Pfalz
| Gegenstand der Nachweisung | Erst- stimmen | Erst- stimmen | Zweit- stimmen | Zweit- stimmen | Sitze | Direkt- mandate |
| Gegenstand der Nachweisung | Anzahl        | %             | Anzahl         | %              | Sitze | Direkt- mandate |
| -------------------------- | ------------- | ------------- | -------------- | -------------- | ----- | --------------- |
| Wahlberechtigte            | 2.816.609     | 100,0         | 2.816.609      | 100,0          |       |                 |
| Wähler                     | 2.546.266     | 90,4          | 2.546.266      | 90,4           |       |                 |
| Ungültig                   | 57.840        | 2,3           | 44.595         | 1,8            |       |                 |
| Gültig                     | 2.488.426     | 100,0         | 2.501.671      | 100,0          | 31    | 16              |
| davon:                     |               |               |                |                |       |                 |
| CDU                        | 1.314.677     | 52,8          | 1.241.886      | 49,6           | 16    | 11              |
| SPD                        | 1.008.252     | 40,5          | 959.714        | 38,4           | 12    | 5               |
| F.D.P.                     | 80.594        | 3,2           | 174.658        | 7,0            | 2     | –               |
| GRÜNE                      | 74.818        | 3,0           | 113.185        | 4,5            | 1     | –               |
| NPD                        | 4.224         | 0,2           | 6.626          | 0,3            | –     | –               |
| DKP                        | 5.539         | 0,2           | 3.993          | 0,2            | –     | –               |
| EAP                        | 322           | 0,0           | 1.609          | 0,1            | –     | –               |

### Saarland
| Gegenstand der Nachweisung | Erst- stimmen | Erst- stimmen | Zweit- stimmen | Zweit- stimmen | Sitze | Direkt- mandate |
| Gegenstand der Nachweisung | Anzahl        | %             | Anzahl         | %              | Sitze | Direkt- mandate |
| -------------------------- | ------------- | ------------- | -------------- | -------------- | ----- | --------------- |
| Wahlberechtigte            | 841.073       | 100,0         | 841.073        | 100,0          |       |                 |
| Wähler                     | 761.886       | 90,6          | 761.885        | 90,6           |       |                 |
| Ungültig                   | 10.712        | 1,4           | 9.697          | 1,3            |       |                 |
| Gültig                     | 751.174       | 100,0         | 752.188        | 100,0          | 8     | 5               |
| davon:                     |               |               |                |                |       |                 |
| CDU                        | 357.640       | 47,6          | 336.999        | 44,8           | 4     | 3               |
| SPD                        | 347.702       | 46,3          | 329.436        | 43,8           | 4     | 2               |
| F.D.P.                     | 18.464        | 2,5           | 44.934         | 6,0            | –     | –               |
| GRÜNE                      | 22.893        | 3,0           | 35.789         | 4,8            | –     | –               |
| DKP                        | 2.885         | 0,4           | 2.505          | 0,3            | –     | –               |
| NPD                        | 1.444         | 0,2           | 1.956          | 0,3            | –     | –               |
| EAP                        | 146           | 0,0           | 569            | 0,1            | –     | –               |

### Schleswig-Holstein
| Gegenstand der Nachweisung | Erst- stimmen | Erst- stimmen | Zweit- stimmen | Zweit- stimmen | Sitze | Direkt- mandate |
| Gegenstand der Nachweisung | Anzahl        | %             | Anzahl         | %              | Sitze | Direkt- mandate |
| -------------------------- | ------------- | ------------- | -------------- | -------------- | ----- | --------------- |
| Wahlberechtigte            | 1.975.075     | 100,0         | 1.975.075      | 100,0          |       |                 |
| Wähler                     | 1.761.269     | 89,2          | 1.761.269      | 89,2           |       |                 |
| Ungültig                   | 16.127        | 0,9           | 13.150         | 0,7            |       |                 |
| Gültig                     | 1.745.142     | 100,0         | 1.748.119      | 100,0          | 21    | 11              |
| davon:                     |               |               |                |                |       |                 |
| CDU                        | 869.838       | 49,8          | 812.175        | 46,5           | 10    | 9               |
| SPD                        | 773.606       | 44,3          | 728.903        | 41,7           | 9     | 2               |
| F.D.P.                     | 36.732        | 2,1           | 109.899        | 6,3            | 1     | –               |
| GRÜNE                      | 60.034        | 3,4           | 91.098         | 5,2            | 1     | –               |
| NPD                        | 1.287         | 0,1           | 2.856          | 0,2            | –     | –               |
| DKP                        | 2.955         | 0,2           | 2.133          | 0,1            | –     | –               |
| EAP                        | 412           | 0,0           | 568            | 0,0            | –     | –               |
| KPD                        | –             | –             | 487            | 0,0            | –     | –               |
| Einzelbewerber             | 278           | 0,0           | –              | –              | –     | –               |